# Миколаївка (Веселинівська селищна громада)
Микола́ївка — село в Україні, у Веселинівській селищній громаді Вознесенського району Миколаївської області. Населення становить 616 осіб. Колишній орган місцевого самоврядування — Миколаївська сільська рада.

## Населення

### Мова
Розподіл населення за рідною мовою за даними :
| Мова            | Кількість | Відсоток |
| --------------- | --------- | -------- |
| українська      | 570       | 92.53%   |
| російська       | 32        | 5.20%    |
| румунська       | 6         | 0.97%    |
| єврейська       | 2         | 0.33%    |
| інші/не вказали | 6         | 0.97%    |
| Усього          | 616       | 100%     |

## Відомі люди
- Мозолевський Борис Миколайович (1936-1993) — видатний український археолог, поет.